# Max Bezzel
Max Friedrich William Bezzel (4 de febrero de 1824-30 de julio de 1871) ajedrecista alemán, creador de problema de las ocho reinas en 1848.